# Mundialito per club
La Coppa Super Clubs o Coppa Supermondiale Clubs, più familiarmente noto come Mundialito, fu un torneo calcistico a inviti organizzato da Canale 5 e inaugurato nel 1981.
Si tenne in quattro edizioni fino al 1987 ed è stato vinto una volta ciascuno da Inter, Juventus e Milan, oltre che dagli uruguaiani del Penarol.

## Storia e formula
Tenutasi a Milano in maniera asincrona negli anni dispari tra il 1981 e il 1987 nacque con l'idea di base di invitare solo i club vincitori della Coppa Intercontinentale; fu allora scelta Milano perché per coincidenza era la sede dell'emittente televisiva nonché una delle quattro città al mondo a vantare due squadre che avessero vinto tale competizione; le altre città ad avere due squadre ad aver vinto almeno una Coppa Intercontinentale erano Madrid (Real e Atlético), Montevideo (Peñarol e Nacional) e Avellaneda (Independiente e Racing Club).
Di fatto la competizione consisté nella partecipazione fissa di Inter e Milan (nelle prime due edizioni era appena stata promossa dalla Serie B alla Serie A) e contornati da ospiti di lusso nazionali (Juventus, che all'epoca della sua partecipazione nel 1983 non aveva in realtà ancora vinto la Coppa Intercontinentale) e internazionali (Peñarol, Santos, Feyenoord, Flamengo) che costituivano un grande richiamo mediatico.
La terza edizione ebbe un respiro meno "mondiale" delle precedenti in quanto parteciparono solo squadre europee, fra le quali solo Inter e Milan avevano conquistato la Coppa Intercontinentale.
Nonostante il successo di pubblico e la natura di evento televisivo, il fatto che fosse a inviti ne impedì il riconoscimento a livello ufficiale.

## Albo d'oro
| Nº  | Anno | Squadra  | Paese   | Squadre UEFA | Squadre CONMEBOL |
| --- | ---- | -------- | ------- | ------------ | ---------------- |
| I   | 1981 | Inter    | Italia  | 3            | 2                |
| II  | 1983 | Juventus | Italia  | 3            | 2                |
| III | 1985 | Peñarol  | Uruguay | 1            | 3                |
| IV  | 1987 | Milan    | Italia  | 5            | 0                |